# Naomi Sequeira
Naomi Sequeira (Sydney, 29 de dezembro de 1994), é uma cantora, atriz e apresentadora australiana. Ela é mais conhecida pela canção "Edge Of The Sun". e por interpretar, Tara Crossley na série Evermoor da Disney Channel. Ela foi nomeada para os Prêmios Astra como "Personalidade Feminina Favorita" em 2014.

## 2013-presente: Carreira Musical
Nathan Eshman da Music Entourage descobriu Naomi através do Youtube e assinou com ela. Ela lançou seu primeiro single Edge Of The Sun na Austrália e Nova Zelândia. Ela também atualmente com apresentadores Hanging With Adam e Naomi na Disney Channel. Ela também foi nomeada para os Prêmios ASTRA 2014 para "Personalidade Feminina Favorita

## Filmografia[1]
| Ano           | Titulo                      | Papel         | Notas                      |
| ------------- | --------------------------- | ------------- | -------------------------- |
| 2012          | You're A Natural            | Ela mesma     | Disney Channel Mini Series |
| 2014          | Evermoor                    | Tara crossley | Protagonista               |
| 2014          | Rake                        | May           |                            |
| 2013-presente | Hanging With Adam and Naomi | Ela mesma     | Apresentadora              |
| 2017          | Rip Tide                    | Chicka        |                            |
| 2018          | Kick Ons                    | Jasmine       | Protagonista               |